# TL;DR
TL;DR или TLDR (англ. too long; didn't read — слишком длинно, не читал) — англоязычный акроним, обычно встречающийся в комментариях и означающий, что некоторый текст был проигнорирован из-за его чрезмерной многословности.
Позднее этот акроним также стал использоваться как подзаголовок для краткого резюме после длинного текста.
Сокращение появилось не позже 2003 года, а 13 июня 2013 года было добавлено в словарь Oxford Dictionaries Online.
Используется в OpenAI GPT API как маркер запроса суммаризации текста.